# Гейст, Майкл
Майкл Аллан Гейст (англ. Michael Allen Geist; род. 11 июля 1968, Оттава) — канадский юрист и учёный, заведующий кафедрой Internet and E-Commerce Law в Университете Оттавы. Он получил образование в Университете Северного Онтарио, Кембридже и Школе права Колумбии. Его еженедельная колонка, посвящённая новым технологиям и связанным с ними правовым вопросам, публикуется в Vancouver Sun, Toronto Star и Ottawa Citizen. Гейст был членом «Национальной группы Канады по спаму».

## Деятельность

### ACTA
Гейст участвовал как ведущий эксперт по правовым вопросам в Интернете, в обсуждении ACTA. Он часто критически комментировал процесс переговоров и сам проект из-за отсутствия, по его мнению, прозрачности и предупреждал о возможных негативных последствиях для пользователей интернета. Также он высказал мысль, что борьба с пиратством в этих законах является лишь маскировкой, поскольку некоторые важные опасности пиратства были просто проигнорированы.

### Википедия
В 2008 году Гейст обнаружил, что в статью о Джиме Прентисе в Википедии вносились «хвалебные» дополнения с IP-адресов, принадлежащих министерству промышленности Канады. Как отмечают CBC NEWS, редактирование Википедии политиками не ново — политики США, Японии, Великобритании и Австралии правили статьи в ней.

## Книги
- Internet Law in Canada
- In the Public Interest: The Future of Canadian Copyright Law (editor) — a series of essays regarding Bill C-60

### Видео
- Speech at International Data Protection and Privacy Commissioner’s conference 2007 Sept.
- Copyright & The Internet: Is There A Canadian Way? Feb 10, 2005 (недоступная ссылка)